# Nokere Koerse
Nokere Koerse is een Belgische eendaagse wielerwedstrijd die wordt verreden rondom Nokere, een deelgemeente van Kruisem. De wedstrijd werd voor het eerst verreden in 1944 als de Prijs Jules Lowie (naar Jules Lowie) en behield tot en met 1961 deze naam. In 1963 kreeg de wedstrijd de huidige naam. Van 2013-2016 werd de sponsornaam Nokere Koerse-Danilith Classic gebezigd, vanaf 2017 Danilith Nokere Koerse. In 2019 werd er voor het eerst een wedstrijd voor de elite vrouwen georganiseerd. Bij de mannen staat het record overwinningen op naam van Hendrik Van Dyck en Tim Merlier, beide Belgen wonnen de koers drie keer. Bij de vrouwen wonnen de Nederlandse Lorena Wiebes en de Belgische Lotte Kopecky de wedstrijd tweemaal.
De editie 1959 werd afgelast vanwege wegeniswerken, die van 2013 vanwege de weersomstandigheden (zware sneeuwval), en die van 2020 werd vanwege de uitbraak van het coronavirus in Wuhan afgelast. In 2016 werd de Nokere Koerse voor het eerst voor junioren (mannen) georganiseerd. Hiervan konden de edities van 2020 en 2021 vanwege de coronapandemie geen doorgang vinden.

## Mannen
De koers bij de mannen vond de eerste 58 edities plaats met start en finish in Nokere. Van 2004-2010 was Oudenaarde de startplaats, van 2011-2014 Ronse en vanaf 2015 Deinze. Nokere bleef telkens de finish plaats. Belangrijkste scherprechter is de Nokereberg die meerdere keren in het parcours is opgenomen en waarop ook de aankomstlijn ligt. In 2020 werd de koers opgenomen op de nieuwe UCI ProSeries-kalender.

### Meervoudige winnaars
| Overwinningen | Renner            | Land   | Jaren            |
| ------------- | ----------------- | ------ | ---------------- |
| 3             | Hendrik Van Dyck  | België | 1996, 1997, 2000 |
| 3             | Tim Merlier       | België | 2022, 2023, 2024 |
| 2             | Arthur Decabooter | België | 1958, 1965       |

### Overwinningen per land
| Overwinningen | Land                           |
| ------------- | ------------------------------ |
| 62            | België                         |
| 11            | Nederland                      |
| 2             | Australië                      |
| 1             | Frankrijk, Italië, Zwitserland |

## Vrouwen
In 2019 werd de koers voor de eerste keer voor de vrouwen georganiseerd met Deinze als startplaats en Nokere als finishplaats. De Nokereberg werd hierbij zes keer in het parcours opgenomen voordat er op gefinisht werd. In 2020 werd de koers opgenomen op de nieuwe UCI Women's ProSeries-kalender.

### Meervoudige winnaars
| Overwinningen | Renster       | Jaren      |
| ------------- | ------------- | ---------- |
| 2             | Lorena Wiebes | 2019, 2022 |
| 2             | Lotte Kopecky | 2023, 2024 |

### Overwinningen per land
| Overwinningen | Land      |
| ------------- | --------- |
| 3             | Nederland |
| 2             | België    |
| 1             | Polen     |

## Hellingen
1944 · 1945 · 1946 · 1947 · 1948 · 1949 · 1950 · 1951 · 1952 · 1953 · 1954 · 1955 · 1956 · 1957 · 1958 · 1959 · 1960 · 1961 · 1962 · 1963 · 1964 · 1965 · 1966 · 1967 · 1968 · 1969 · 1970 · 1971 · 1972 · 1973 · 1974 · 1975 · 1976 · 1977 · 1978 · 1979 · 1980 · 1981 · 1982 · 1983 · 1984 · 1985 · 1986 · 1987 · 1988 · 1989 · 1990 · 1991 · 1992 · 1993 · 1994 · 1995 · 1996 · 1997 · 1998 · 1999 · 2000 · 2001 · 2002 · 2003 · 2004 · 2005 · 2006 · 2007 · 2008 · 2009 · 2010 · 2011 · 2012 · 2013 · 2014 · 2015 · 2016 · 2017 · 2018 · 2019 · 2020 · 2021 · 2022 · 2023 · 2024 · 2025
Lijst van beklimmingen
Schwalbe Women's One Day Classic · 
Ronde van Valencia · 
Wielerweek van Valencia · 
GP Oetingen · 
Nokere Koerse · 
Dwars door Vlaanderen · 
Brabantse Pijl · 
Clásica Féminas de Navarra · 
Veenendaal-Veenendaal Classic · 
Ronde van Thüringen · 
GP Fourmies · 
Grote Prijs van Stuttgart · 
Ronde van Emilia · 
GP Ciudad de Eibar · 
Ronde van de Drie Valleien